# Liste der Bodendenkmale in Planebruch
Die Liste der Bodendenkmale in Planebruch enthält alle Bodendenkmale der brandenburgischen Gemeinde Planebruch und ihrer Ortsteile auf der Grundlage der Landesdenkmalliste vom 31. Dezember 2020.
Die Baudenkmale sind in der Liste der Baudenkmale in Planebruch aufgeführt.
| Gemarkung                                                           | Flur                                           | Kurzansprache                                                               | Bodendenkmalnummer | Bemerkung | Bild |
| ------------------------------------------------------------------- | ---------------------------------------------- | --------------------------------------------------------------------------- | ------------------ | --------- | ---- |
| Damelang (Lage)                                                     | 2                                              | Dorfkern Mittelalter, Dorfkern Neuzeit                                      | 30047              |           |      |
| Damelang (Lage)                                                     | 2                                              | Siedlung Neuzeit, Siedlung deutsches Mittelalter, Produktionsstätte Neuzeit | 30224              |           |      |
| Damelang (Lage)                                                     | 2                                              | Siedlung Mittelalter                                                        | 30306              |           |      |
| Freienthal (Lage)                                                   | 1, 9                                           | Dorfkern Mittelalter, Dorfkern Neuzeit                                      | 30048              |           |      |
| Freienthal (Lage)                                                   | 7                                              | Siedlung Bronzezeit                                                         | 30049              |           |      |
| Freienthal (Lage)                                                   | 8                                              | Siedlung deutsches Mittelalter, Siedlung Urgeschichte                       | 30050              |           |      |
| Freienthal (Lage)                                                   | 1, 6, 7                                        | Siedlung Neolithikum, Rast- und Werkplatz Mesolithikum                      | 30309              |           |      |
| Freienthal (Lage)                                                   | 8                                              | Siedlung Eisenzeit                                                          | 30310              |           |      |
| Freienthal (Lage)                                                   | 3                                              | Siedlung Urgeschichte                                                       | 30311              |           |      |
| Borkheide, Borkwalde, Brück, Freienthal, Neuendorf bei Brück (Lage) | 1, 2, 10, 11, 12, 13, 14, 18, 9, 3, 8, 1, 5, 6 | Grenzmarkierung deutsches Mittelalter, Grenzmarkierung Neuzeit              | 30021              |           |      |
| Oberjünne (Lage)                                                    | 4                                              | Dorfkern Neuzeit                                                            | 30439              |           |      |
| Oberjünne (Lage)                                                    | 4                                              | Siedlung deutsches Mittelalter, Siedlung slawisches Mittelalter             | 31107              |           |      |